# 商人银行
商人银行(英语: Merchant Bank)，本来是欧洲国家对从事企业银行和投资银行业务的大型综合性银行的称呼。早在18-19世纪，当时规模较大的银行如罗斯柴尔德家族，巴林银行等，就被称为商人银行。它们除了从事存款和贷款业务，赚取利差之外，还帮助客户筹集资金，为政府提供公共事业融资，并使用银行自有资本进行投资等等。
现代的商人银行一次有两个含义：广义的商人银行即投资银行，即帮助企业或政府在资本市场筹集资金及提供财务顾问的金融机构；这类金融机构，在中国和日本称为证券公司，在美国称为投资银行，在欧洲称为商人银行。狭义的商人银行是指银行利用自有资本进行的投资业务，例如某一银行为企业制定了并购计划，在从资本市场筹集并购所需资金的同时，拨出一部分自有资本帮助企业实现并购，换取一部分股权或债权。这样的投资业务在美国一般被称为自营投资。